# Bắc Ninh
Bắc Ninh wymowaⓘ – miasto w północnym Wietnamie, stolica prowincji Bắc Ninh. W 2009 roku liczyło 96 408 mieszkańców.